# Édit de Potsdam

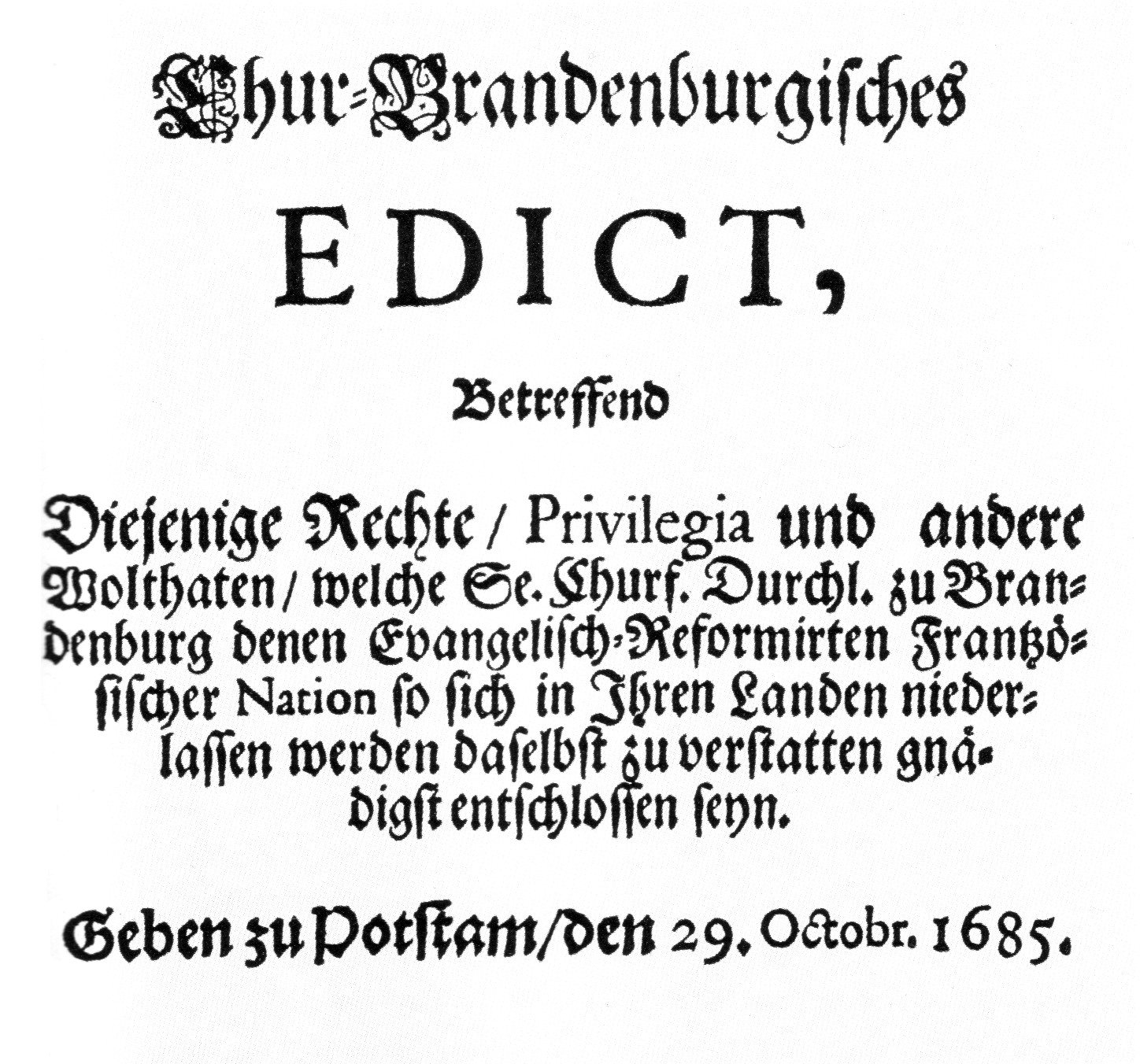
Édit de Potsdam.

L'édit de Potsdam (allemand : Edikt von Potsdam) est un édit de Frédéric-Guillaume Ier, électeur de Brandebourg et duc de Prusse, proclamé le 29 octobre 1685 en réponse à la révocation de l'édit de Nantes par Louis XIV.

## Contexte
Le 18 octobre 1685, le roi Louis XIV signa l'édit de Fontainebleau, aboutissement d'une politique de persécution des protestants français, qui avait pris une dimension nouvelle à partir de mai 1681 avec les dragonnades, dont le but était d'intimider les protestants, afin de les contraindre à se convertir au catholicisme. De 140 000 à 200 000 protestants quittèrent alors la France durant les deux décennies suivantes (soit 10 % des protestants français et un peu moins d'1 % de la population du Royaume de France).

## Termes de l'édit
Dès le 29 octobre 1685, Frédéric-Guillaume Ier, très réactif, signa l’édit de Potsdam, qui encourageait les réfugiés à s’installer en Prusse, en leur conférant de nombreux avantages. L'édit offrait aux protestants français un sauf-conduit jusqu'en Brandebourg-Prusse, une immunité fiscale d'une durée de dix ans, un juge-arbitre pour les communautés françaises et l'autorisation de pratiquer leur religion dans leur langue natale, selon la liturgie des Églises réformées de France. L'édit fut immédiatement diffusé clandestinement en France, en Suisse et à Francfort, lieu de passage des réfugiés, avec l'objectif d’inciter ces populations huguenotes à se fixer dans des régions parfois durement touchées par la guerre de Trente Ans et dépeuplées pour certaines à hauteur de 40 ou 60 %. En outre, on chercha à orienter les immigrés vers des activités économiques spécifiques que l'on souhaitait développer.
La liberté de culte attire non seulement les protestants français mais également des protestants de Russie et de Bohème, ainsi que des Wallons. De ce fait les immigrants de la marche de Brandebourg s'y installèrent, contribuant grandement au développement de l'économie locale après les guerres de religion qui avaient balayé l'Europe au cours du XVIIe siècle.

## Répercussions
Si le Brandebourg n'était pas une destination spontanément envisagée par les réfugiés, compte tenu de son éloignement et du contraste linguistique et culturel avec la France, la précoce initiative de Frédéric Guillaume de Hohenzollern fut un réel succès. Ainsi, 20 000 protestants français s'installèrent dans le Brandebourg entre 1685 et 1731 au sein de 48 colonies huguenotes. La plus nombreuse se situait à Berlin : en 1698, 50 % des huguenots réfugiés dans le Brandebourg résidaient dans cette ville (près de 6 000 réfugiés  sur les 11 500 de cette époque). Les autres colonies étaient bien moins fournies : « seule Magdebourg franchit en 1720 la barre des 2 000 membres, tandis qu'ailleurs, dans les ports de Stettin ou Königsberg, dans les territoires ruraux d'Uckermark ou de Gumbinnen, les colonies françaises ne comptaient pas plus d'un millier de membres ».